# BMW 5 Series (G60)
Thế hệ thứ tám của dòng xe sang cỡ trung BMW 5 Series bao gồm hai mẫu BMW G60 (kiểu dáng sedan) và BMW G61 (kiểu thân station wagon, định vị trên thị trường là 'Touring'), thường được gọi chung với cái tên G60. Xe được công bố chính thức vào ngày 24 tháng 5 năm 2023, sau đó bắt đầu đi vào sản xuất tại nhà máy Dingolfing của BMW ngay trong năm với những đợt giao hàng đầu tiên dự kiến diễn ra vào khoảng tháng 10.
Một biến thể thuần điện mang tên BMW i5 đã ra mắt cùng thời điểm với bản sedan chạy xăng. Bên cạnh đó, phiên bản sedan trục cơ sở dài dành riêng cho thị trường Trung Quốc với tên mã G68 đã trình làng vào tháng 8 năm 2023 và được lắp ráp tại nhà máy Đại Đông thuộc quốc gia này. Ngoài ra, BMW cũng đã loại phiên bản fastback 6 Series Gran Turismo ra khỏi dây chuyền sản xuất.

## Tổng quan

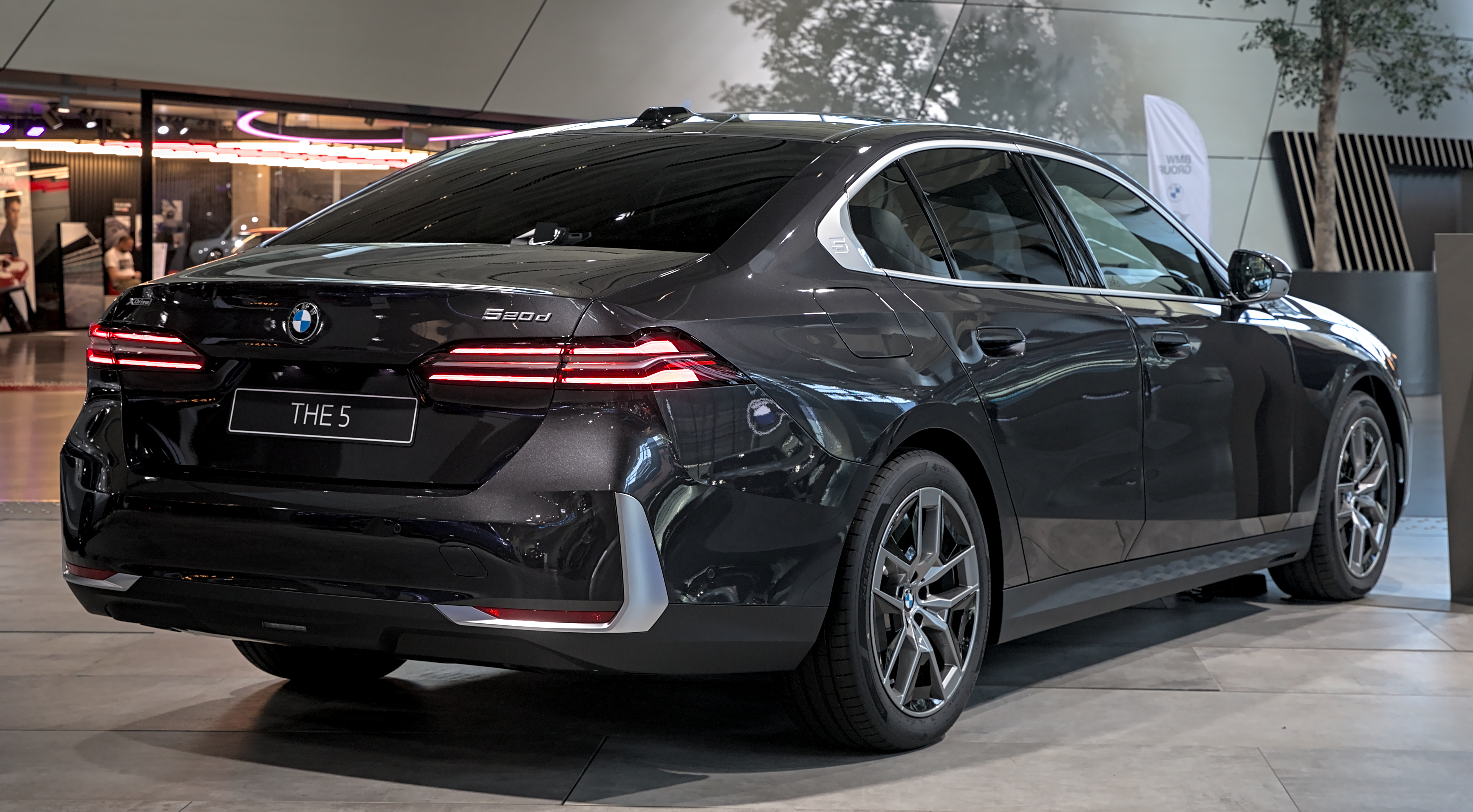
Phần đuôi của BMW 520d

### Thân xe và khung gầm
5 Series G60 sử dụng hệ khung gầm kiến trúc BMW's Cluster Architecture (CLAR), vốn là nền tảng cho tất cả các dòng BMW chạy điện hoặc dùng động cơ đốt trong. Do có gầm xe gần như phẳng lì nên hệ số cản của G60 rất thấp, cụ thể là 0,23. So với bản tiền nhiệm thì G60 có chiều dài nhỉnh hơn 97 mm (3,8 in), rộng hơn 33 mm (1,3 in) và cao hơn 36 mm (1,4 in), trong khi chiều dài cơ sở của xe tăng thêm khoảng 20 mm (0,79 in) để đạt mức 2.995 mm (117,9 in). Qua đó, kích thước của nó thậm chí còn dài hơn cả đàn anh 7 Series đời E65 cỡ lớn.
Hệ khung gầm kiểu mới được trang bị hệ thống treo tay đòn kép phía trước có bộ giảm chấn cuộn cùng với hệ thống treo đa điểm sau kèm theo bộ giảm chấn khí, cũng như hệ thống kiểm soát hướng lực kéo hay còn được biết đến với cái tên Hạn chế trượt bánh cận truyền động. Ngoài ra, 5 Series G60 còn cung cấp những tính năng tùy chọn bao gồm Hệ thống bốn bánh dẫn hướng (Integral Active Steering) có thể quay bánh sau tới 2,5 độ, bên cạnh các thanh chống lật chủ động và bộ giảm chấn thích ứng.

### Hệ truyền động
5 Series G60 cung cấp nhiều cấu hình động cơ xăng và diesel tăng áp, tất cả đều trang bị đồng bộ hệ thống hybrid nhẹ có máy phát điện khởi động 48V. Bên cạnh đó, xe còn được bổ sung thêm cấu hình lai sạc điện. Hệ thống dẫn động 4 bánh toàn thời gian BMW xDrive là trang bị tùy chọn đối với bản thông thường và có sẵn trên những bản cao cấp nhất.

## Trang bị

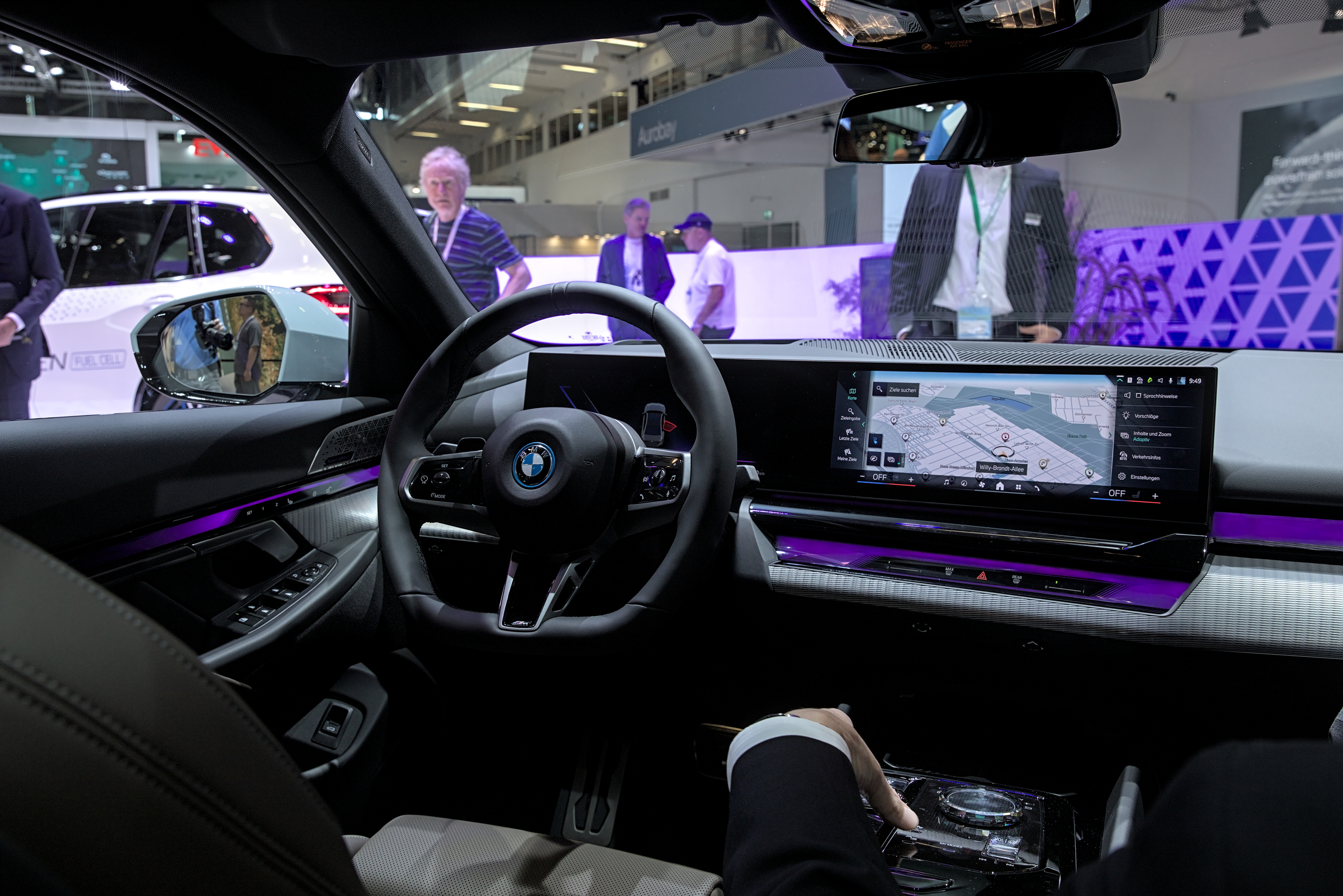
Phần nội thất với hệ thống thông tin giải trí iDrive phiên bản 8.5 và dải cảm ứng BMW Interaction Bar

5 Series G60 là dòng BMW đầu tiên được trang bị hệ thống thông tin giải trí iDrive phiên bản 8.5 dựa trên hệ điều hành Linux. Phần giao diện được truy cập thông qua màn hình điều khiển BMW Curved Display tích hợp màn hiển thị thông tin 310 mm (12.3 in) và hệ thống thông tin giải trí 380 mm (14.9 in) với giao diện cảm ứng kiểu mới. Hệ điều hành cũng bổ sung thêm nội dung kỹ thuật số, bao gồm nhiều tùy chọn phát video trực tuyến và một số tính năng chơi trò chơi điện tử thông qua AirConsole, ứng dụng lấy điện thoại thông minh làm bộ điều khiển chung.
Sau 7 Series thế hệ mới vừa ra mắt, 5 Series G60 là dòng xe tiếp theo được trang bị dải cảm ứng BMW Interaction Bar. Đây là một tính năng tùy chọn đối với các phiên bản thường và được lắp cố định trên mẫu chạy điện i5. Trang bị này bổ sung thêm các nút có chức năng điều chỉnh điều hòa không khí và đèn cảnh báo nguy hiểm, cùng với màn hình mỏng tích hợp công nghệ backlit chạy dọc khắp bảng điều khiển đến tận cửa trước của xe.
Về chất liệu nội thất, 5 Series G60 là mẫu xe đầu tiên của thương hiệu được thiết kế hoàn toàn thuần chay, với vật liệu Alcantara (en) dùng để bọc ghế cũng như vô lăng. Những chi tiết này cũng có sẵn trên các phiên bản trang bị gói M Sport mạnh mẽ hơn. Ghế thể thao là phụ kiện tiêu chuẩn trên hầu hết các bản 5 Series G60, trong khi ghế chỉnh đa hướng là thiết kế mặc định trên i5 M60 và có thể tùy biến trên những phiên bản khác. Ngoài ra, đây cũng là lần đầu tiên BMW 5 Series được trang bị tùy chọn cửa sổ trời toàn cảnh panorama.
Ngoài những tính năng và trang bị kể trên, BMW còn cung cấp tùy chọn hỗ trợ người lái Driving Assistant Professional trên 5 Series thế hệ mới, bao gồm các tính năng Hỗ trợ lái và kiểm soát làn đường cũng như Kiểm soát khoảng cách, đi kèm với chức năng Dừng & Đi. Hệ thống này vẫn yêu cầu người lái giữ vô lăng khi nó "điều khiển" xe, kèm theo đó là Hỗ trợ chuyển làn chủ động. Hệ thống đưa ra gợi ý về cách chuyển làn đường khi có điều kiện giao thông thuận lợi, nhưng sẽ không hoạt động cho đến khi mắt người lái nhìn vào gương bên để xác nhận thao tác gợi ý bởi hệ thống. Ngoài ra, đối với những thị trường phù hợp như Mỹ, Canada hoặc Đức thì tính năng Hỗ trợ lái xe đường cao tốc sẽ giảm bớt gánh nặng cho người lái trên các tuyến đường đôi ở tốc độ lên đến 130 km/h (81 mph). Thao tác đỗ xe cũng có thể được tự động hóa mà không cần phải đến tay người dùng, thông qua điều khiển từ bên trong xe hoặc bằng điện thoại thông minh từ bên ngoài xe ở khoảng cách lên đến 200 mét.

## Động cơ
| Thông sốPhiên bản     | Động cơ              | Sức mạnh                | Mô-men xoắn          | Tốc độ tối đa       | Hộp số                                 | Gia tốc (0-60/100)  | Động cơ đẩy         | Năm                 |
| Phiên bản chạy xăng   | Phiên bản chạy xăng  | Phiên bản chạy xăng     | Phiên bản chạy xăng  | Phiên bản chạy xăng | Phiên bản chạy xăng                    | Phiên bản chạy xăng | Phiên bản chạy xăng | Phiên bản chạy xăng |
| --------------------- | -------------------- | ----------------------- | -------------------- | ------------------- | -------------------------------------- | ------------------- | ------------------- | ------------------- |
| 520i                  | Tăng áp I4 B48 2.0 L | 205 hp (153 kW; 208 PS) | 330 N⋅m (243 lb⋅ft)  | 230 km/h (143 mph)  | Hộp số tự động 8 cấp Steptronic ZF 8HP | 7.5 giây            | Mild hybrid         | 2024–               |
| 530i                  | Tăng áp I4 B48 2.0 L | 255 hp (190 kW; 259 PS) | 400 N⋅m (295 lb⋅ft)  | 250 km/h (155 mph)  | Hộp số tự động 8 cấp Steptronic ZF 8HP | 5.9 giây            | Mild hybrid         | 2024–               |
| 530i xDrive           | Tăng áp I4 B48 2.0 L | 255 hp (190 kW; 259 PS) | 400 N⋅m (295 lb⋅ft)  | 250 km/h (155 mph)  | Hộp số tự động 8 cấp Steptronic ZF 8HP | 5.8 giây            | Mild hybrid         | 2024–               |
| 530e                  | Tăng áp I4 B48 2.0 L | 295 hp (220 kW; 299 PS) | 450 N⋅m (332 lb⋅ft)  | 230 km/h (143 mph)  | Hộp số tự động 8 cấp Steptronic ZF 8HP | 6.4 giây            | Lai sạc điện        | 2024–               |
| 540i xDrive           | Tăng áp I6 B58 3.0 L | 375 hp (280 kW; 380 PS) | 520 N⋅m (384 lb⋅ft)  | 250 km/h (155 mph)  | Hộp số tự động 8 cấp Steptronic ZF 8HP | 4.5 giây            | Mild hybrid         | 2024–               |
| 550e xDrive           | Tăng áp I6 B58 3.0 L | 489 hp (365 kW; 496 PS) | 700 N⋅m (516 lb⋅ft)  | 250 km/h (155 mph)  | Hộp số tự động 8 cấp Steptronic ZF 8HP | 4.3 giây            | Lai sạc điện        | 2024–               |
| M560e xDrive          | Tăng áp I6 B58 3.0 L | 565 hp (421 kW; 573 PS) | 800 N⋅m (590 lb⋅ft)  | 250 km/h (155 mph)  | Hộp số tự động 8 cấp Steptronic ZF 8HP | 4.0 giây            | Lai sạc điện        | 2024–               |
| Phiên bản chạy diesel |                      |                         |                      |                     |                                        |                     |                     |                     |
| 520d                  | Tăng áp I4 B47 2.0 L | 194 hp (145 kW; 197 PS) | 400 N⋅m (295 lbf⋅ft) | 228 km/h (142 mph)  | Hộp số tự động 8 cấp Steptronic ZF 8HP | 7.3 giây            | Mild hybrid         | 2024–               |
| 520d xDrive           | Tăng áp I4 B47 2.0 L | 194 hp (145 kW; 197 PS) | 400 N⋅m (295 lbf⋅ft) | 228 km/h (142 mph)  | Hộp số tự động 8 cấp Steptronic ZF 8HP | 7.3 giây            | Mild hybrid         | 2024–               |
| 540d xDrive           | 3.0 L B57 I6         | 300 hp (224 kW; 304 PS) | 670 N⋅m (494 lbf⋅ft) | 250 km/h (155 mph)  | Hộp số tự động 8 cấp Steptronic ZF 8HP | 5.3 giây            | Mild hybrid         | 2024–               |

| Thông sốPhiên bản | Tầm hoạt động        | Sức mạnh                | Mô-men xoắn         | Tốc độ tối đa     | Kiểu pin                 | Năm   |
| ----------------- | -------------------- | ----------------------- | ------------------- | ----------------- | ------------------------ | ----- |
| 520i              | Không rõ             | 18 hp (13 kW; 18 PS)    | 200 N⋅m (148 lb⋅ft) | Không rõ          | Không rõ                 | 2024– |
| 530i              | Không rõ             | Không rõ                | Không rõ            | Không rõ          | Không rõ                 | 2024– |
| 530i xDrive       | Không rõ             | Không rõ                | Không rõ            | Không rõ          | Không rõ                 | 2024– |
| 530e              | 87–101 km (54–63 mi) | 194 hp (145 kW; 197 PS) | 280 N⋅m (207 lb⋅ft) | 140 km/h (87 mph) | Pin lithium-ion 19.4 kWh | 2024– |
| 540i xDrive       | Không rõ             | Không rõ                | Không rõ            | Không rõ          | Không rõ                 | 2023– |
| 550e xDrive       | 79–90 km (49–56 mi)  | 194 hp (145 kW; 197 PS) | 280 N⋅m (207 lb⋅ft) | 140 km/h (87 mph) | Pin lithium-ion 19.4 kWh | 2024– |
| M560e xDrive      | Không rõ             | Không rõ                | Không rõ            | Không rõ          | Không rõ                 | 2024– |
| 520d              | Không rõ             | 11 hp (8 kW; 11 PS)     | 25 N⋅m (18 lb⋅ft)   | Không rõ          | Không rõ                 | 2023– |
| 520d xDrive       | Không rõ             | 11 hp (8 kW; 11 PS)     | 25 N⋅m (18 lb⋅ft)   | Không rõ          | Không rõ                 | 2023– |
| 540d xDrive       | Không rõ             | Không rõ                | Không rõ            | Không rõ          | Không rõ                 | 2024– |

Bảng trên không liệt kê thông số kỹ thuật của các phiên bản chạy điện. Nếu muốn xem chúng, vui lòng đi đến mục BMW i5 bên dưới.

## BMW i5

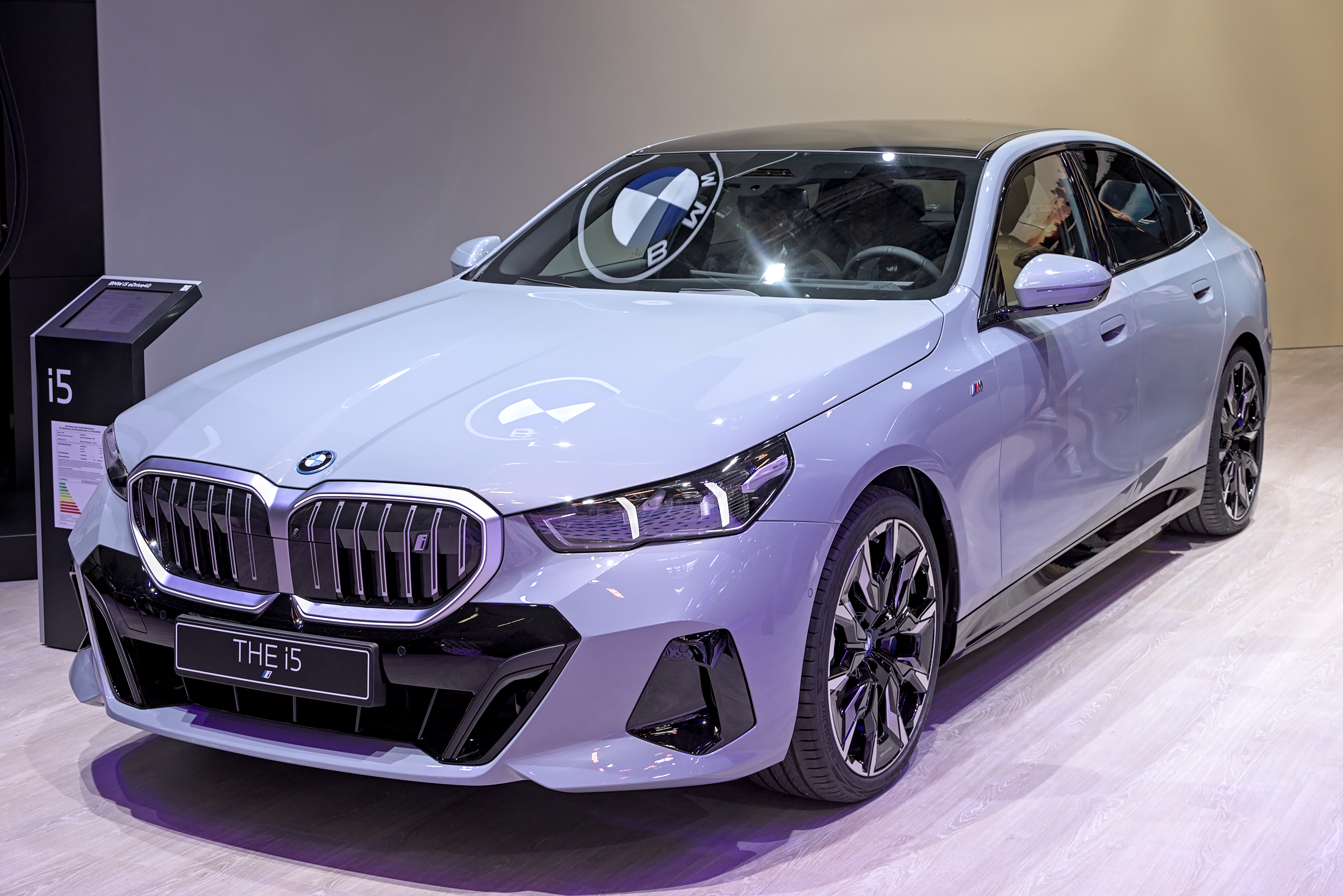
BMW i5 tại Triển lãm Ô tô Quốc tế 2023

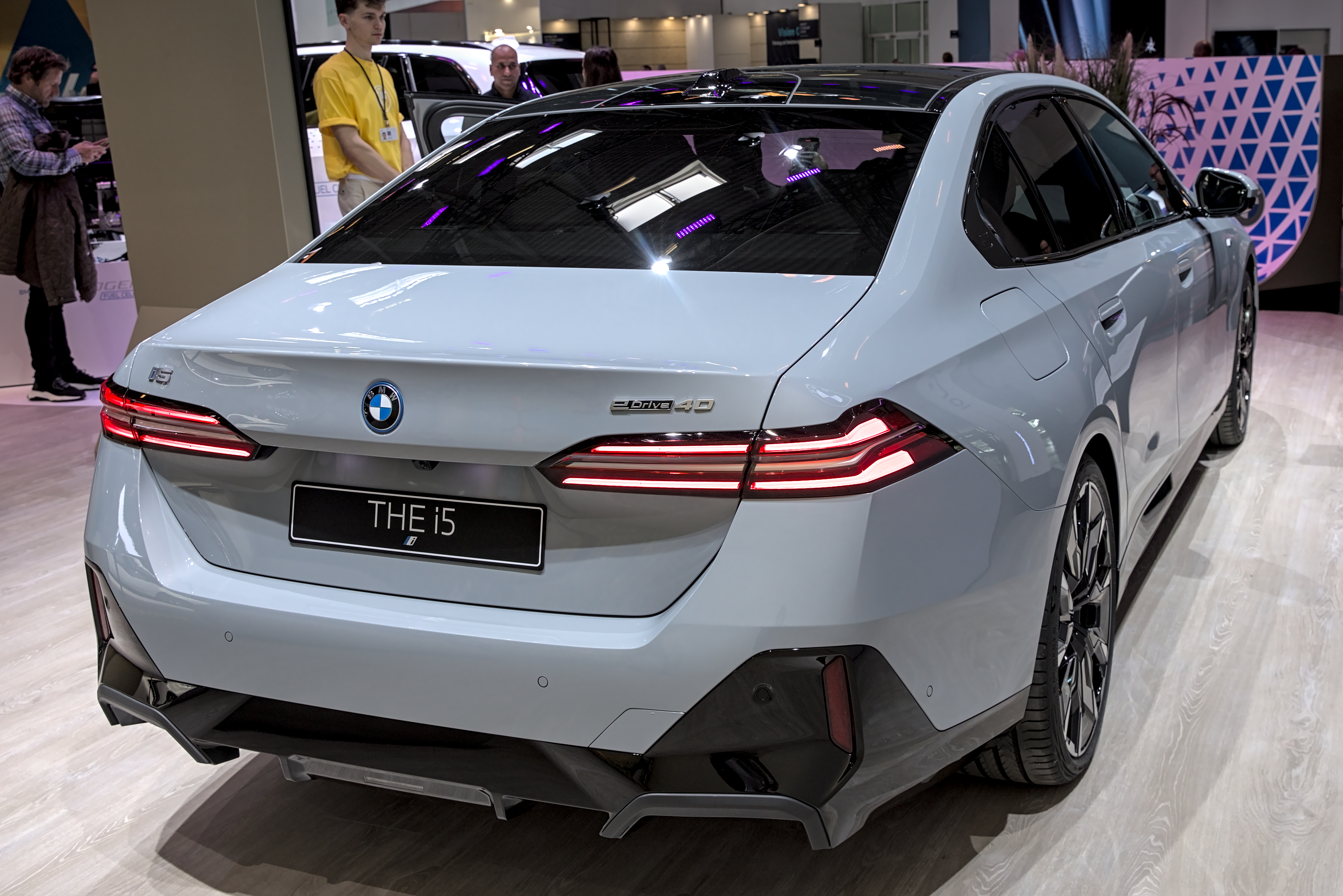
Phần đuôi của i5 eDrive40 với gói phụ kiện M Sport Package Pro

BMW i5 là phiên bản chạy điện của dòng 5 Series (G60/G61), được công bố vào tháng 5 năm 2023 cùng với G60 tiêu chuẩn. Xe được đưa vào dây truyền sản xuất tại nhà máy Dingolfing bên cạnh các bản lai sạc điện và sử dụng động cơ đốt trong.
Mặc dù là xe điện nhưng phiên bản tiêu chuẩn (eDrive 40) vẫn giữ nguyên bộ lưới tản nhiệt có thanh nan đặc trưng ở mặt trước xe, khiến cho việc phân biệt nó với bản chạy động cơ đốt trong trở nên khó khăn hơn. Các gói kiểu dáng tùy chọn có thể làm cho bộ phận này của eDrive 40 trở nên mới lạ (chẳng hạn như phủ đen hoàn toàn bộ lưới, bao gồm cả phần "sườn"). Mặc dù vậy, bản cao cấp nhất là M60 lại sử dụng loại lưới tản nhiệt kiểu khác.

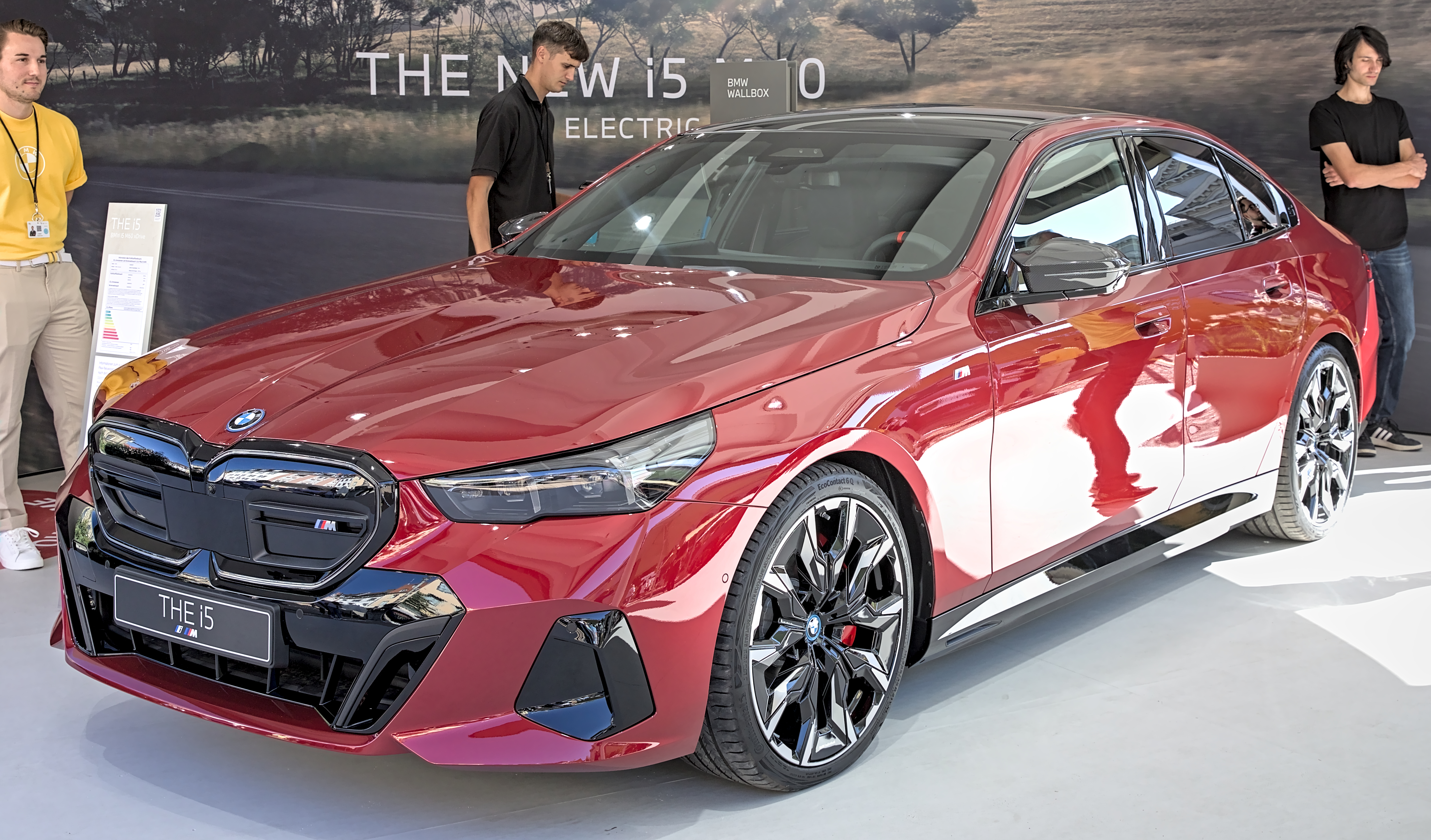
BMW i5 M60 M Performance

Một động cơ điện được phát triển kết hợp với bộ pin 84.3-kWh giúp sản sinh ra công suất 250 kW (340 PS; 335 hp) và mô-men xoắn cực đại 400 N⋅m (295 lb⋅ft) (hoặc 430 N⋅m (317 lb⋅ft) khi kích hoạt tính năng Sport Boost và Launch Control) truyền đến các bánh sau trên bản i5 eDrive40, trong khi một động cơ điện bổ sung phía trước giúp nâng tổng công suất của i5 M60 xDrive lên đến 442 kW (601 PS; 593 hp) và mô-men xoắn 795 N⋅m (586 lb⋅ft) truyền đến tất cả các bánh (hoặc 820 N⋅m (605 lb⋅ft) đối với chế độ Sport Boost và M Launch Control). Những động cơ này được đặt trong các trục của xe, đồng thời các trục đó cũng tích hợp hộp số 1 cấp cùng thiết bị điện tử công suất.
i5 có thể điều chỉnh Phanh tái tạo năng lượng dựa trên dung lượng pin và tình trạng giao thông, mặc dù người lái cũng có thể chọn thủ công hệ thống này ở mức thấp, trung bình hoặc cao. Chế độ Max Range mới ra mắt sẽ tối ưu hóa lượng pin còn lại bằng cách giới hạn tốc độ tối đa ở mức 90 km/h (56 mph) và tắt đi hệ thống điều hòa, sưởi và làm mát ghế, hoặc thậm chí là cả sưởi vô lăng.
Hệ thống sạc kết hợp (CCU) trên xe hỗ trợ sạc bằng điện AC với công suất 11 kW mặc định và 22 kW tùy chọn. Với trạm sạc nhanh DC, mức công suất sạc có thể lên đến 205 kW, cho phép nạp lại năng lượng từ 10 đến 80 phần trăm chỉ trong vòng 30 phút. Pin xe được lắp dưới sàn, bên trong hốc giữa và dưới hàng ghế sau. Mẫu sedan i5 có thể tích cốp đạt mức 490 L (17 ft khối), nhỏ hơn 30 L (1 ft khối) so với 5 Series G60 thông thường.

### Phiên bản
Những phiên bản ra mắt tại buổi giới thiệu bao gồm M60 AWD hiệu suất cao và eDrive40 RWD. Bên cạnh đó, một phiên bản tầm trung sử dụng hệ dẫn động AWD đã được lên kế hoạch sản xuất.  
| Mẫu                                 | eDrive40 | xDrive40 | M60 |
| ----------------------------------- | --- | --- | --- |
| Hệ dẫn động                         | Dẫn động bánh sau, động cơ đặt sau (RWD)                                                                                    | Dẫn động toàn bộ bánh, 2 động cơ (xDrive)                                                                                   | Dẫn động toàn bộ bánh, 2 động cơ (xDrive)                                                                                   |
| Động cơ                             | Động cơ đồng bộ (ESM) kích từ điện ba pha đặt trước và sau                                                                  | Động cơ đồng bộ (ESM) kích từ điện ba pha đặt trước và sau                                                                  | Động cơ đồng bộ (ESM) kích từ điện ba pha đặt trước và sau                                                                  |
| Dung lượng pin                      | 84.3 kWh (81.2 kWh) | 84.3 kWh (81.2 kWh) | 84.3 kWh (81.2 kWh) |
| Khoảng cách                         | 497–582 km (309–362 mi)WLTP 300 mi (483 km)EPA                                                                              | Chưa công bố | 455–516 km (283–321 mi)WLTP 256 mi (412 km)EPA                                                                              |
| Công suất cực đại                   | 250 kW (340 PS; 335 hp) | Chưa công bố | 442 kW (601 PS; 593 hp) |
| Mô-men xoắn cực đại                 | 430 N⋅m (317 lb⋅ft) | Chưa công bố | 820 N⋅m (605 lb⋅ft) |
| Tốc độ tối đa                       | 193 km/h (120 mph) | Chưa công bố | 230 km/h (143 mph) |
| Tăng tốc 0–100 km/h (62 mph)        | 5.7 giây | Chưa công bố | 3.8 giây |
| Công suất sạc nhanh DC              | Lên tới 205 kW DC nhờ CCS Combo 2                                                                                           | Lên tới 205 kW DC nhờ CCS Combo 2                                                                                           | Lên tới 205 kW DC nhờ CCS Combo 2                                                                                           |
| Công suất AC bằng Bộ điều khiển sạc | 11 kW AC thông qua phích cắm J1772 (Bắc Mỹ) hoặc 11 kW AC thông qua đầu nối Type 2, trong khi có sẵn bộ sạc 22 kW tùy chọn. | 11 kW AC thông qua phích cắm J1772 (Bắc Mỹ) hoặc 11 kW AC thông qua đầu nối Type 2, trong khi có sẵn bộ sạc 22 kW tùy chọn. | 11 kW AC thông qua phích cắm J1772 (Bắc Mỹ) hoặc 11 kW AC thông qua đầu nối Type 2, trong khi có sẵn bộ sạc 22 kW tùy chọn. |
| Khối lượng (EU)                     | 2.205 kg (4.861 lb) | Chưa công bố | 2.380 kg (5.247 lb) |
| Có sẵn từ                           | Tháng 5 năm 2023– | 2024– | Tháng 5 năm 2023– |